# Bratřejov
Bratřejov (in tedesco Bratrejow) è un comune della Repubblica Ceca facente parte del distretto di Zlín, nella regione di Zlín.
La chiesa parrocchiale dei Santi Cirillo e Metodio, in stile neogotico, è la prima opera dell'architetto slovacco Dušan Jurkovič (1891).